# Swolnpes
Genre
Swolnpes est un genre d'araignées mygalomorphes de la famille des Anamidae.

## Distribution
Les espèces de ce genre sont endémiques d'Australie-Occidentale.

## Liste des espèces
Selon World Spider Catalog (version 21.0, 29/06/2020) :
- Swolnpes darwini Main & Framenau, 2009
- Swolnpes morganensis Main & Framenau, 2009

## Publication originale
- Main & Framenau, 2009 : A new genus of mygalomorph spider from the Great Victoria Desert and neighbouring arid country in south-eastern Western Australia (Araneae: Nemesiidae). Records of the Western Australian Museum, vol. 25, p. 277–285 (texte intégral).